# بانکا اینتزا بئوگراد
بانکا اینتزا بئوگراد (صربی: Банка Интеза Београд) شرکت خدمات مالی و بانکداری صربستانی است، که در سال ۱۹۹۱ تأسیس شد.